# 大庫措湖
53°28′21″N 14°17′53″E / 53.4725°N 14.298056°E
大庫措湖（德語：Großer Kutzowsee），是德國的湖泊，位於該國東北部，由梅克倫堡-前波美拉尼亞州負責管轄，處於前波美拉尼亞-格賴夫斯瓦爾德縣，面積0.18平方公里，海拔高度18米，最大水深9米，湖岸線長度2公里。